# Взрыв в порту Шахид Раджаи
26 апреля 2025 года в порту Шахид Раджаи около Бендер-Аббаса на юге Ирана произошёл взрыв и пожар, в результате чего погибли по меньшей мере 70 человек и пострадали более 1200 человек, согласно сообщениям государственных СМИ. Источником взрыва в 12:20 по местному времени были несколько контейнеров в районе причала порта, возможно, содержащих опасные материалы или химикаты.

## Предыстория
Порт Шахид Раджаи является крупнейшим торговым портом Ирана, обрабатывающим около 80 миллионов тонн товаров в год. Расположенный недалеко от стратегического Ормузского пролива, он служит критически важным узлом морской торговли страны. Порт расположен примерно в 23 километрах к западу от Бендер-Аббаса и находится рядом с объектами, которыми управляет Корпус стражей исламской революции.

## Взрыв
26 апреля 2025 года в порту Шахид Раджаи около Бендер-Аббаса на юге Ирана произошёл взрыв. Он вызвал большой пожар и столб чёрного дыма, видимый за километры. Ударная волна разбила окна и нанесла структурные повреждения зданиям в нескольких километрах от места взрыва. По крайней мере одно здание рухнуло. Сообщается, что шум был слышен даже на острове Кешм, расположенном в 26 километрах к югу от Бендар-Аббаса, и ощущался на расстоянии 50 километров от места взрыва.

## Расследование
Власти начали расследование причин взрыва. Предварительные оценки показали, что причиной инцидента могла стать халатность при обращении с легковоспламеняющимися материалами. Национальная иранская нефтеперерабатывающая и распределительная компания заявила, что взрыв не затронул её инфраструктуру, включая нефтеперерабатывающие заводы, топливные резервуары, распределительные комплексы или нефтепроводы. Губернатор провинции Хормозган Мохаммад Ашури назвал причиной взрыва  нарушение правил хранения и несоблюдение мер безопасности материалов в порту. Глава МВД Ирана Ахмад Вахиди также подтвердил эту версию.

## Экономические последствия
Порт Шахид Раджаи является крупнейшим морским узлом Ирана, обрабатывающим около 80 миллионов тонн товаров в год и обеспечивающим 85–90% контейнерных перевозок страны. Взрыв привёл к приостановке всего импорта и экспорта через порт. Это нарушение фактически остановило значительную часть торговой деятельности Ирана, повлияв на потоки доходов и цепочку поставок основных товаров. Несмотря на масштаб взрыва, нефтяная инфраструктура Ирана, включая нефтеперерабатывающие заводы и трубопроводы поблизости, как сообщается, продолжала работать. Однако закрытие порта может помешать экспорту нефти и связанных с ней продуктов, которые имеют решающее значение для экономики Ирана и валютных поступлений.